# Джан Карло Ріккарді
Джан Карло Ріккарді (21 жовтня 1933, Фрозіноне, Італія — 7 лютого 2015, Фрозіноне, Італія) — італійський художник, живописець, театральний режисер, скульптор і письменник.

## біографія
Джан Карло Ріккарді народився 21 жовтня 1933 року. У 1961 році Джан Карло Ріккарді закінчив Академію образотворчих мистецтв у Римі за спеціальністю «сценографія», а згодом отримав диплом режисера театру і кіно. Мистецтвознавець Енріко Крісполті визначив його як «мультимедійного художника», він часто зустрічався з такими письменниками та художниками, як Ахіллес Боніто Оліва, Альберто Моравіа, Чезаре Заваттіні, Андре П'єр де Мандіаргес та Віто Рів'єлло.

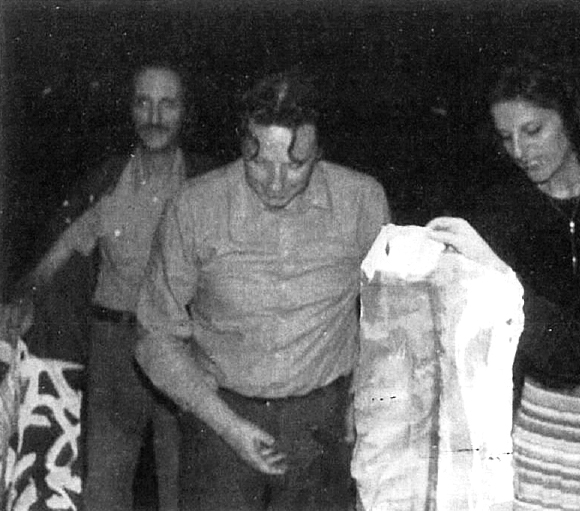
Художник Джан Карло Ріккарді (ліворуч) і мистецтвознавець Енріко Кріспольті (у центрі). Театральна вистава «Чому Лорка» 1977, Театр Spazio Uno, Рим.

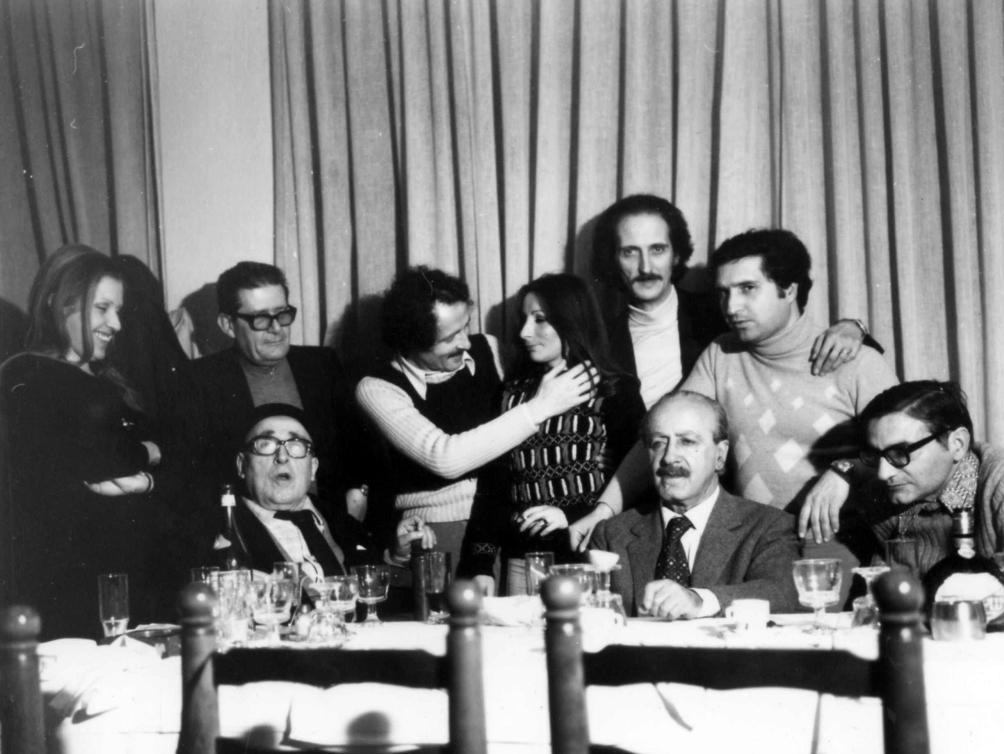
Джан Карло Ріккарді (праворуч) з Ліберо де Ліберо (внизу) і Чезаре Заваттіні (ліворуч), 1977 рік.

У 1960-1970-х роках працював сценографом у RAI. Був частиною римського театрального авангарду у співпраці з Кармело Бене, Мемом Перліні та Піно Паскалі.
У 1961 році заснував у Фрозіноне театральну лабораторію «Arti Visive». У 1962 році заснував Teatro Club і поставив серію вистав. Вистави були засновані на темі жесту та людських протиріч.
У 1997 році він заснував Teatro dell'Immagine. Театр Джан Карло Ріккарді стає концертним.
Його графічні та живописні роботи стосуються різних тем, зокрема гротеску, іронії та світу дітей. Його роботи виставлялися в Італії та за кордоном, зокрема на виставці ArtExpo в Женеві (1984), в Міжнародному центрі сучасного мистецтва в Парижі (1988), в галереї Kodama в Осаці (1993), на Міжнародній виставці візуального мистецтва в Кракові (1995) та у Фонді Антоніо Тапієса в Барселоні (1999).Джан Карло Ріккарді використовує у своїх скульптурах прості та перероблені матеріали, такі як дерево, папір та залізо. Його «кімнати» — це інсталяції, створені після 1980-х років, з використанням кольорових стін і предметів побуту. Ріккарді брав участь у роботі Європейського парламенту в 1991 році, XLV Венеційській бієнале у 1993 році та фестивалі Due Mondi di Spoleto у 1995 році.
Він також писав театральні сценарії, прозові тексти та вірші на тему пам'яті та дитинства.
Джан Карло Ріккарді помер 7 лютого 2015 року у Фрозіноне.